# Tokugawa Yorinobu
Tokugawa Yorinobu (徳川 頼宣?  28 de abril de 1602 – 19 de febrero de 1671) era un daimyō japonés de principios del período Edo.

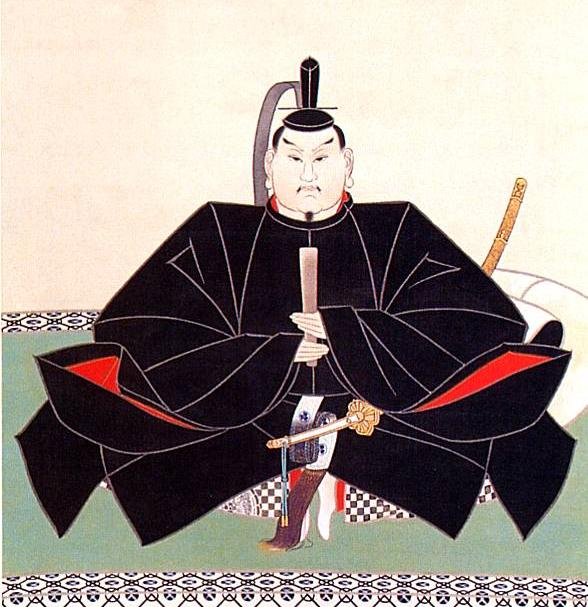
Tokugawa Yorinobu.

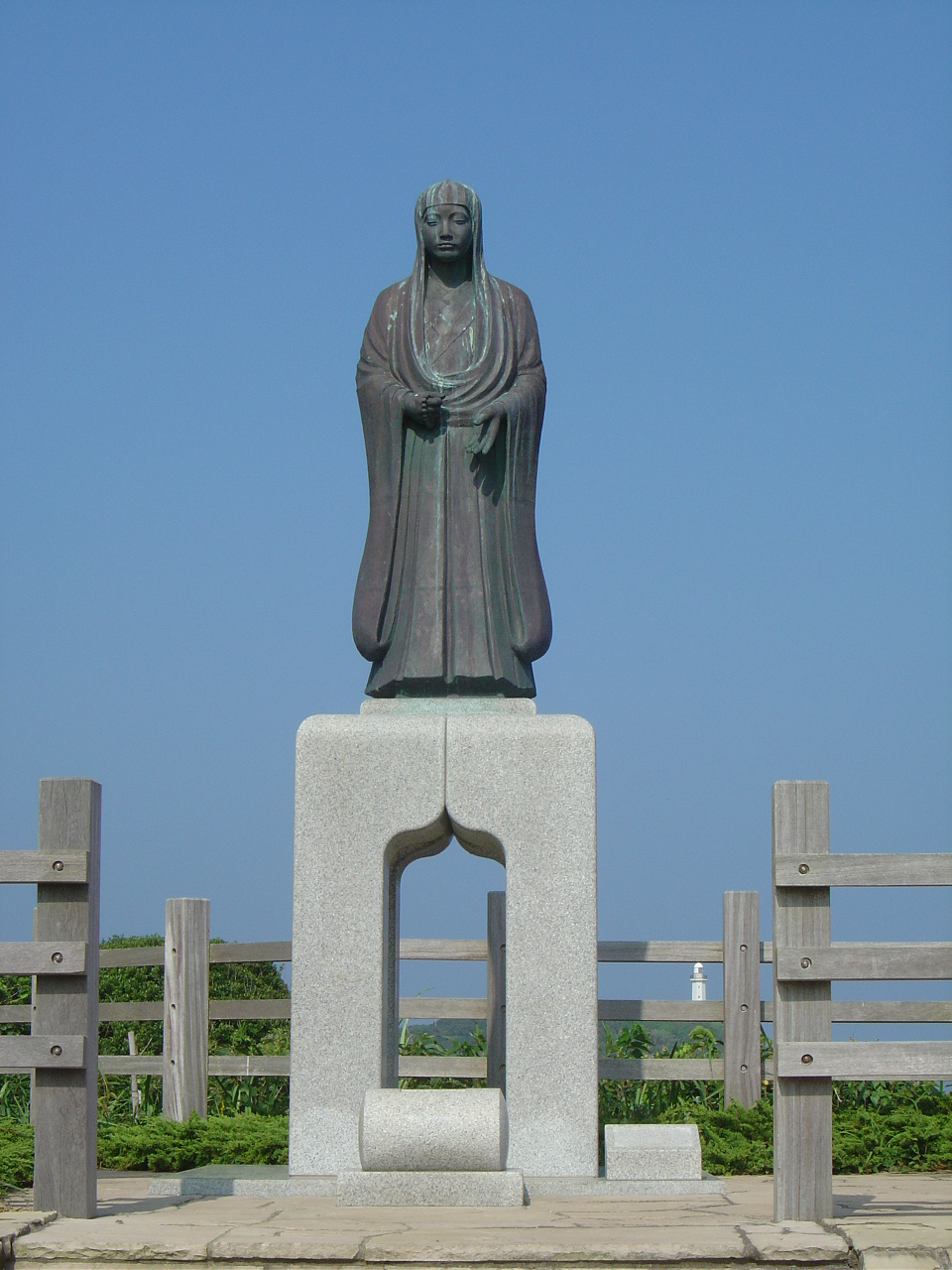
Kageyama-dono, madre de Yorinobu y Yorifusa.

Nacido bajo el nombre de Nagatomimaru (長福丸?), fue el décimo hijo de Tokugawa Ieyasu, por su concubina Kageyama-dono. El 8 de diciembre de 1603, Yorinobu recibió el feudo de Mito, luego calificado con 200 000 koku, como su feudo. Mito había pertenecido anteriormente a su hermano mayor, Takeda Nobuyoshi. Después de su aumento de estipendio a 250,000 koku en octubre de 1604, alcanzó la mayoría de edad el 12 de septiembre de 1606, tomó el nombre de Yorimasa y recibió el rango de la corte de cuarto grado, grado inferior (ju-shi-i-ge) y el título de Hitachi no Suke. El 6 de enero de 1610, fue transferido a un feudo de 500,000 koku en las provincias de Suruga y Tōtōmi (fundando así el Dominio Sunpu centrado en el Castillo Sunpu), y tomó el nombre de Yorinobu. Sin embargo, después de un poco menos de una década en Suruga, fue transferido al dominio Wakayama unos 550 000 koku  el 27 de agosto de 1619, luego de la transferencia de los gobernantes anteriores, el clan Asano, a Hiroshima, en la provincia de Aki. Yorinobu se convirtió así en el fundador de la rama Kii de la familia Tokugawa. La esposa de Yorinobu, Yorin-in (1601-1666) era la hija de Katō Kiyomasa. Al final de su vida, Yorinobu había alcanzado el rango junior de segunda corte (ju-ni-i), así como el título de dainagon ("consejero principal"). 
Yorinobu tuvo cuatro hijos: su sucesor Tokugawa Mitsusada , Yorizumi, el fundador del Dominio Iyo-Saijo, Inaba-hime, quien se casó con Ikeda Mitsunaka del Dominio Tottori, y Matsuhime, quien se casó con Matsudaira Nobuhira del Dominio Yoshii. Después de su muerte, fue referido por el título Nanryū-in. 
En 1915, Yorinobu fue ascendido póstumamente al rango de segundo tribunal superior (shō-ni-i). 

## Familia
- Padre: Tokugawa Ieyasu
- Madre: Kageyama-dono (1580–1653) más tarde Yoju-in
- Esposa: Yasohime después Yorin-in (1601-1666)
- Concubinas 
  - Yamada-dono
  - Nakagawa-dono
  - Ochi no Kata
- Hijos: 
  - Tokugawa Mitsusada por Nakagawa-dono
  - Shuri por Yamada-dono
  - Matsudaira Yorizumi (1641-1711) por Ochi no Kata
  - Inabahime se casó con Ikeda Mitsunaka por Ochi no Kata
  - Matsuhime se casó con Matsudaira Nobuhira por Ochi no Kata

## Ascendencia
Árbol genealógico de Yorinobu:
|  |                                                      |  |  |  |  |  |  |  |  |  |  |  |  |  |  |  |
|  | Matsudaira Nobutada (1490-1531)                      |  |  |  |  |  |  |  |  |  |  |  |  |  |  |  |
|  |                                                      |  |  |  |  |  |  |  |  |  |  |  |  |  |  |  |
|  |                                                      |  |  |  |  |  |  |  |  |  |  |  |  |  |  |  |
|  | Matsudaira Kiyoyasu (1511-1535)                      |  |  |  |  |  |  |  |  |  |  |  |  |  |  |  |
|  |                                                      |  |  |  |  |  |  |  |  |  |  |  |  |  |  |  |
|  |                                                      |  |  |  |  |  |  |  |  |  |  |  |  |  |  |  |
|  | Mizuno                                               |  |  |  |  |  |  |  |  |  |  |  |  |  |  |  |
|  |                                                      |  |  |  |  |  |  |  |  |  |  |  |  |  |  |  |
|  |                                                      |  |  |  |  |  |  |  |  |  |  |  |  |  |  |  |
|  | Matsudaira Hirotada (1526-1549)                      |  |  |  |  |  |  |  |  |  |  |  |  |  |  |  |
|  |                                                      |  |  |  |  |  |  |  |  |  |  |  |  |  |  |  |
|  |                                                      |  |  |  |  |  |  |  |  |  |  |  |  |  |  |  |
|  | Aoki                                                 |  |  |  |  |  |  |  |  |  |  |  |  |  |  |  |
|  |                                                      |  |  |  |  |  |  |  |  |  |  |  |  |  |  |  |
|  |                                                      |  |  |  |  |  |  |  |  |  |  |  |  |  |  |  |
|  | Tokugawa Ieyasu, 1.er Shōgun de Tokugawa (1543-1616) |  |  |  |  |  |  |  |  |  |  |  |  |  |  |  |
|  |                                                      |  |  |  |  |  |  |  |  |  |  |  |  |  |  |  |
|  |                                                      |  |  |  |  |  |  |  |  |  |  |  |  |  |  |  |
|  | Mizuno Kiyotada (d. 1509)                            |  |  |  |  |  |  |  |  |  |  |  |  |  |  |  |
|  |                                                      |  |  |  |  |  |  |  |  |  |  |  |  |  |  |  |
|  |                                                      |  |  |  |  |  |  |  |  |  |  |  |  |  |  |  |
|  | Mizuno Tadamasa (1493-1543)                          |  |  |  |  |  |  |  |  |  |  |  |  |  |  |  |
|  |                                                      |  |  |  |  |  |  |  |  |  |  |  |  |  |  |  |
|  |                                                      |  |  |  |  |  |  |  |  |  |  |  |  |  |  |  |
|  | O-dainokata (1528-1602)                              |  |  |  |  |  |  |  |  |  |  |  |  |  |  |  |
|  |                                                      |  |  |  |  |  |  |  |  |  |  |  |  |  |  |  |
|  |                                                      |  |  |  |  |  |  |  |  |  |  |  |  |  |  |  |
|  | Keyōin (1492-1560)                                   |  |  |  |  |  |  |  |  |  |  |  |  |  |  |  |
|  |                                                      |  |  |  |  |  |  |  |  |  |  |  |  |  |  |  |
|  |                                                      |  |  |  |  |  |  |  |  |  |  |  |  |  |  |  |
|  | Tokugawa Yorinobu, primer daimyō de Kishū            |  |  |  |  |  |  |  |  |  |  |  |  |  |  |  |
|  |                                                      |  |  |  |  |  |  |  |  |  |  |  |  |  |  |  |
|  |                                                      |  |  |  |  |  |  |  |  |  |  |  |  |  |  |  |
|  | Masaki Michitsuna (c. 1492-1533)                     |  |  |  |  |  |  |  |  |  |  |  |  |  |  |  |
|  |                                                      |  |  |  |  |  |  |  |  |  |  |  |  |  |  |  |
|  |                                                      |  |  |  |  |  |  |  |  |  |  |  |  |  |  |  |
|  | Masaki Tokitada (1521-1576)                          |  |  |  |  |  |  |  |  |  |  |  |  |  |  |  |
|  |                                                      |  |  |  |  |  |  |  |  |  |  |  |  |  |  |  |
|  |                                                      |  |  |  |  |  |  |  |  |  |  |  |  |  |  |  |
|  | Masaki Yoritada (1551-1622)                          |  |  |  |  |  |  |  |  |  |  |  |  |  |  |  |
|  |                                                      |  |  |  |  |  |  |  |  |  |  |  |  |  |  |  |
|  |                                                      |  |  |  |  |  |  |  |  |  |  |  |  |  |  |  |
|  | Kasutani Notou                                       |  |  |  |  |  |  |  |  |  |  |  |  |  |  |  |
|  |                                                      |  |  |  |  |  |  |  |  |  |  |  |  |  |  |  |
|  |                                                      |  |  |  |  |  |  |  |  |  |  |  |  |  |  |  |
|  | Kasutani                                             |  |  |  |  |  |  |  |  |  |  |  |  |  |  |  |
|  |                                                      |  |  |  |  |  |  |  |  |  |  |  |  |  |  |  |
|  |                                                      |  |  |  |  |  |  |  |  |  |  |  |  |  |  |  |
|  | Yōjuin (1580-1653)                                   |  |  |  |  |  |  |  |  |  |  |  |  |  |  |  |
|  |                                                      |  |  |  |  |  |  |  |  |  |  |  |  |  |  |  |
|  |                                                      |  |  |  |  |  |  |  |  |  |  |  |  |  |  |  |
|  | Hōjō                                                 |  |  |  |  |  |  |  |  |  |  |  |  |  |  |  |
|  |                                                      |  |  |  |  |  |  |  |  |  |  |  |  |  |  |  |
|  |                                                      |  |  |  |  |  |  |  |  |  |  |  |  |  |  |  |